# Quercus lobbii
Quercus lobbii Ettingsh. – gatunek roślin z rodziny bukowatych (Fagaceae Dumort.). Występuje naturalnie w północno-wschodniej części Indii oraz południowych Chinach (w zachodnim Junnanie).

## Morfologia
PokrójZimozielone drzewo dorastające do 15 m wysokości.
LiścieBlaszka liściowa jest nieco skórzasta, owłosiona od spodu i ma kształt od podługowato eliptycznego do odwrotnie jajowatego. Mierzy 7–13 cm długości oraz 3–5 cm szerokości, jest piłkowana na brzegu, ma nasadę od klinowej do zaokrąglonej i spiczasty wierzchołek. Ogonek liściowy jest nagi i ma 15–20 mm długości.
OwoceOrzechy o jajowatym kształcie, dorastają do 15 mm długości i 12 mm średnicy. Osadzone są pojedynczo w kubkowatych miseczkach do 35–50% ich długości. Same miseczki mierzą 15 mm średnicy.

## Biologia i ekologia
Rośnie w lasach mieszanych. Występuje na wysokości od 2800 do 3300 m n.p.m.